# 笠間税務会計事務所
笠間税務会計事務所（かさまぜいむかいけいじむしょ）は、2005年に設立された日本の会計事務所。企業再生コンサルティング、税務会計業務、財務調査、旅館及びホテルのコンサルティングサービスを行う。

## 事業内容
- 企業再生コンサルティング

事業及び財務の調査、再生計画の立案、計画実行のサポート
- 税務会計業務

決算業務、税務申告書作成業務、会計帳簿の記帳業務、請求書の発行及び発送の代行及び売掛金の管理業務、インターネットバンキングによる振込業務の代行、買掛金及び未払金の管理、現金出納帳の作成業務
- 財務調査

企業の財務に隠された問題点の抽出や借入金の保全状況の調査、決算書上から見える損益状況の分析
- 旅館、ホテルのコンサルティング

財務改善コンサルティング、業務改善コンサルティング

## 事務所概要
- 所在地 - 東京都港区赤坂2-23-1 アークヒルズフロントタワー RoP 704
- 代表者 - 笠間浩明